# Ésta es mi gente
Ésta es mi gente fue un programa de entrevistas juvenil emitido por la cadena autonómica ETB2 entre septiembre de 1999 y junio de 2006. Debido a su éxito, Telemadrid y Canal Nou adquirieron los derechos del formato para emitir sus propias versiones (en el caso de la autonómica valenciana bajo el título Queda't amb mi). En Telemadrid el programa estuvo en antena desde julio de 2001 hasta julio de 2003 y en Canal Nou desde octubre de 2001 hasta julio de 2003.

## Formato
Cada día se proponía un tema concreto y se debatía en torno a él. Distintos invitados contaban en el plató sus experiencias y el público, a través del teléfono, también podía participar activamente. Dos veces por semana se planteaba como tema un Busco pareja para ayudar a los invitados a encontrar su media naranja.

## Presentadores

### ETB2
A lo largo de sus siete años de vida el programa tuvo cuatro presentadores: Patricia Gaztañaga (1999-2001), Emma García (2001-2002), Izaro Iraeta (2002-2003) y Klaudio Landa (2003-2006).

### Telemadrid
El programa estuvo conducido por Jesús Vázquez hasta enero de 2003, momento en que el presentador gallego abandonó la cadena autonómica para centrarse en nuevos proyectos en Telecinco. Su sustituto fue Javier Martín que se mantuvo en el programa hasta su finalización.

### Canal Nou
Inicialmente el programa se presentó bajo el título Queda't amb Eduard. Tras unas semanas la cadena retiró fulminantemente al presentador, a raíz de la grabación de un video en el que este practicaba sexo con una menor de edad. Los hechos ocurrieron de forma consentida en 2001 y fueron denunciados por la madre de la menor. La juez consideró probado que el material que la pareja había registrado para ver en privado tenía consideración de pornografía infantil, si bien el presentador no llegó a entrar en prisión. Canal 9 suprimió el programa, que fue renombrado como Queda't amb mi bajo las riendas de Alicia Ramírez.